# Avuavu
Avuavu ist eine administrative Einheit (Ward, Distrikt) des unabhängigen Inselstaates der Salomonen im südwestlichen Pazifischen Ozean.

## Geographie
Avuavu bildet zusammen mit Tetekanji, Moli und Birao den Verwaltungsbezirk East Guadalcanal. Der Distrikt liegt an der Südküste und grenzt im Norden an die Distrikte Kolokarako und Valasi im Bezirk East Central Guadalcanal sowie an Talise im Bezirk South Guadalcanal. Der Distrikt hat 269 km² und hatte 2009 ca. 2300 Einwohner.
Im Norden erhebt sich der zentralen Bergkamm der Insel an dem zahlreiche Flüsse entspringen. Bedeutende Flüsse sind Alivaghato River und Mbolavu River. An der Ostgrenze des Distrikts liegt die Lauvi Lagoon, die nur durch schmale Nehrungen vom Meer getrennt ist (Lauvi Point).
Südlich davon liegt das Poole Reef (Korasagalu).

## Klima
Das Klima ist tropisch, die durchschnittliche Tagestemperatur liegt bei gleichbleibend 28 Grad Celsius, die Wassertemperaturen bei 26 bis 29 Grad. Feuchtere Perioden sind vorwiegend zwischen November und April, diese sind aber nicht sehr ausgeprägt. Die durchschnittliche Niederschlagsmenge pro Jahr liegt bei 3000 mm.